# Metro v Doněcku

Mapa sítě. V současné době se buduje úsek červené linky na jihovýchodě

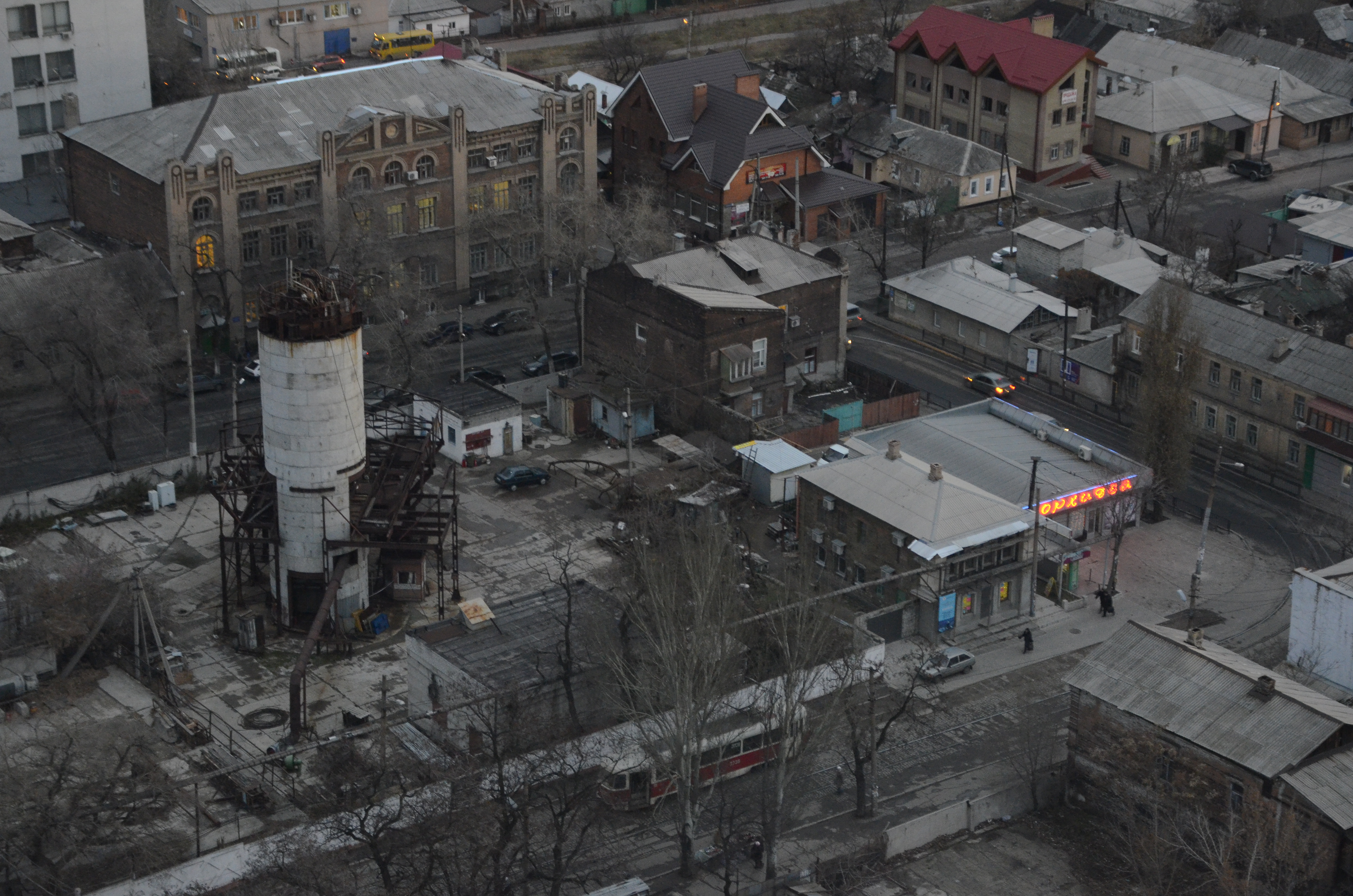
Opuštěné staveniště stanice Politechničeskij institut v roce 2011

Metro v Doněcku (Doněcké metro - ukrajinsky Донецьке метро, rusky Донецкое метро) byl projekt na vybudování systém metra v čtvrtém největším městě na Ukrajině v Doněcku. Stavba první etapy začala v roce 1992, zastavena byla v roce 2011.
Po svém dokončení by se jednalo o čtvrtý systém svého typu v zemi, po Kyjevu, Charkovu a Dnipru. Podle současného plánu mělo být vybudováno 22 stanic na 3 linkách (Proletarsko-Kijevskaja, Gorjacko-Makejevskaja a Petrovsko-Krasnogvardějskaja), které měly vytvořit v centru města přestupní trojúhelník, typický pro podzemní dráhy sovětského typu. Vybudování podzemní dráhy by ulevilo tramvajím a trolejbusům.

## Historický vývoj
V 80. letech překročil Doněck hranici 1 milionu obyvatel. Dopravní problémy se začaly zhoršovat, a podle vzoru ostatních měst tehdejšího SSSR se tedy rozhodlo o vybudování metra. První projekty spatřila veřejnost v roce 1984, avšak s realizací stavby se začalo později. Po vyhlášení nezávislosti Ukrajiny vydala vláda 30. prosince 1991 dekret o vystavění podzemní dráhy ve městě. První stavební práce na 9,67 km dlouhém úseku (6,12 km ražených a 3,55 km hloubených) nakonec tedy začaly roku 1992, metro mělo začít jezdit od roku 2002.
Podle původního projektu se však postupovalo pouhé tři roky. Finanční problémy, do kterých upadla celá doněcká oblast i s městem, nakonec donutily datum otevření metra oddálit na rok 2005. I přesto, že tento termín slíbil ukrajinský premiér Valerij Pustovojtenko, nakonec došlo opět ke skluzům a zastavení stavebních prací na prvním šest stanic dlouhém úseku. Pokračovat se začalo až v roce 2000, a to i přesto, že se finanční situace města nijak nezlepšila. Dělníci, pracující na stavbě metra, například nedostávali pravidelně výplaty, roku 2003 stávkovali.
V roce 2004 ukrajinská vláda oznámila, že není možné dokončit výstavbu metra před rokem 2010. Po oznámení, že Doněck bude jedním z měst hostících Mistrovství Evropy ve fotbale 2012, vzrostly naděje, že by do té doby měla být první etapa dokončena. V roce 2009 se vyskytly další problémy s financováním i stávky. V roce 2011 starosta města oznámil zastavení celého projektu z důvodu nedostatku financí a nemožnosti dokončení první etapy do mistrovství.

## Plánované stanice
Stanice budovaného úseku Proletarsko-Kijevské linky (jedná se o jeho jižní část). Názvy stanic jsou uvedené v ruské transkripci.
- Politechničeskij institut (Полiтехнiчний iнститут)
- Levoberežnaja (Лiвобережна)
- Mušketovskaja (Мушкетовська)
- Krasnyj Gorodok (Червоне мiстечко)
- Čumakovskaja (Чумаковська)
- Proletarskaja (Пролетарська)